# Tomaimicina
La tomaimicina è una pirrolobenzodiazepina dotata di proprietà antitumorale e antimicrobica; è prodotta in natura dal batterio Streptomyces achromogenes.